# Leabua Jonathan

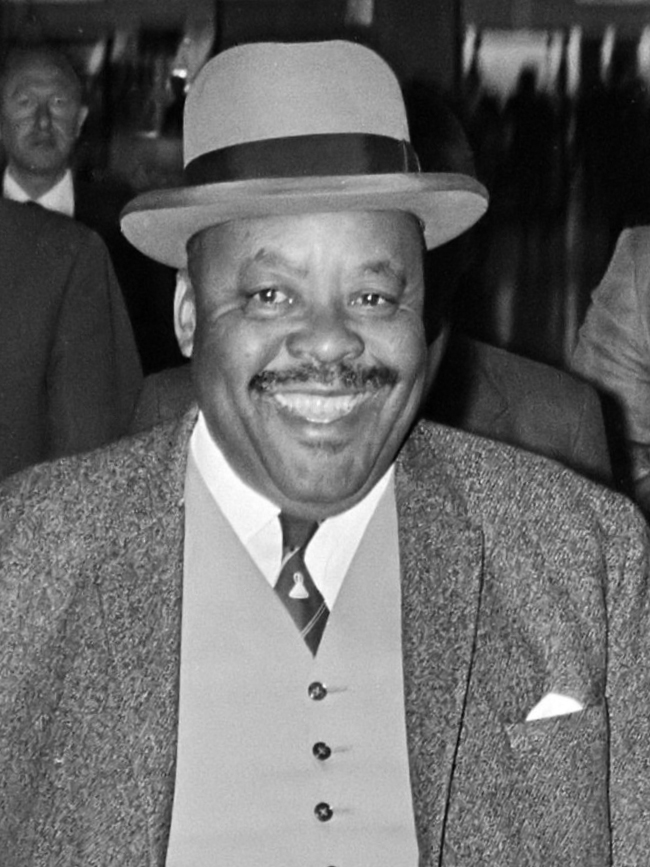
Leabua Jonathan (1970)

Joseph Leabua Jonathan (* 30. Oktober 1914 in Leribe, Basutoland; † 5. April 1987 in Pretoria, Südafrika) war ein lesothischer Politiker und von 1965 bis 1986 Premierminister Lesothos.

## Leben
Jonathan war ein Urenkel von König Moshoeshoe I., Enkel von Molapo und Sohn einer Nebenfrau des morena Jonathan Molapo. Seine Schulausbildung erhielt er an einer Missionsschule der Société des missions évangéliques de Paris in Leribe. Weitere Bildung erwarb er im Selbststudium. Er verließ die Grundschule nach der sechsten Klasse und arbeitete als Minenarbeiter in Südafrika. Nach seiner Rückkehr war er ab 1937 in der lokalen Verwaltung angestellt. Unter anderem war er für entlaufenes und gestohlenes Vieh zuständig. Er lernte den südafrikanischen Juristen Patrick Duncan kennen, der in der Verwaltung Basutolands arbeitete, und begann sich so für Politik zu interessieren. 1951 erfolgte seine Berufung zum Assessor der Judical Commission Leribe und im Folgejahr sein Eintritt in die Politik. 1956 ließ Jonathan sich in den Leribe District Council wählen, der ihn später für das Basutoland National Council nominierte. Nach 1959 begann er sich mit Formen der Parlamentsarbeit und der parlamentarischen Praxis in Westminster zu befassen, wozu er Kurse in London besuchte.
Er wurde Ratgeber der Regentin ’Mantšebo und trat durch sie zum katholischen Glauben über. Er war ein Vertreter der Delegation in London, die um Selbstregierung für das Basutoland bat. Jonathan entwickelte eine Alternative zum damaligen Basutoland African Congress, die den Interessen der barena und der katholischen Kirche entgegenkam. 1959 gründete Jonathan die Basutoland National Party (BNP), die bei der Wahl 1960 jedoch bedeutungslos blieb. Jonathan ging keine Bündnisse mit anderen Parteien ein und blieb politisch aktiv. Er suchte trotz der dortigen Apartheid finanzielle und personelle Hilfe in Südafrika und konnte die Parlamentswahl im April 1965 knapp gewinnen. Er gewann jedoch keinen Sitz und konnte erst nach einer erfolgreichen Nachwahl am 7. Juli 1965 seine Tätigkeit als Premierminister aufnehmen.
Kurz vor der Unabhängigkeitserklärung Lesothos reiste Jonathan am 2. September 1966 nach Pretoria, um Premierminister Verwoerd zu treffen. Beide Seiten vereinbarten die Entwicklung guter nachbarschaftlicher Beziehungen und die zwischenstaatliche Kooperation, ohne dabei gegenseitig auf innere Angelegenheiten des jeweils anderen Staates Einfluss nehmen zu wollen. Die Ergebnisse der Gespräche wurden in einer gemeinsamen Erklärung bekanntgegeben. Sie dienten nicht der Vorbereitung von Verhandlungen; bilaterale Konsultationen sollten erst nach der Unabhängigkeit Lesothos auf Expertenebene aufgenommen werden.
Jonathan erhielt nach der Unabhängigkeit Lesothos 1966 und nach einem Machtkampf mit König Moshoeshoe II. weitreichende Kompetenzen. Am 4. Oktober 1966 wurde er Premierminister des Königreichs Lesotho. Ein Jahr später leitete er die Delegation seines Landes zur UN-Generalversammlung in Genf, wo der Aufnahmeantrag gestellt wurde. Dieses Ansinnen wurde bestätigt und Lesotho der 121. Mitgliedsstaat. Bei der Wahl 1970 wurde Jonathans BNP mit 23 Sitzen lediglich zweitstärkste Kraft, wohingegen die Basutoland Congress Party (BCP) unter Ntsu Mokhehle 36 Sitze errang. Jonathan rief daraufhin den Notstand aus, setzte die Verfassung außer Kraft und ließ die Oppositionsführer inhaftieren. Moshoeshoe II. musste vorübergehend ins Exil. Die Wahlen wurden annulliert und Lesotho wurde fortan durch Jonathan per Dekret regiert. Nachdem die Opposition die Annullierung der Wahlen akzeptiert hatte, setzte Jonathan die Verfassung teilweise wieder in Kraft. Wahlen fanden jedoch vorerst nicht statt. Mehrere Minister oppositioneller Gruppen wurden in das Kabinett aufgenommen, kurze Zeit später aber wieder entlassen. Einen Putschversuch 1974 von Teilen der BCP überstand Jonathan; ebenso konnten Attacken der Lesotho Liberation Army (LLA), die später teilweise von Südafrika gelenkt wurde, der Regierung nicht schaden.
Ab den späten 1970er Jahren kritisierte Jonathan trotz der Abhängigkeit Lesothos von Südafrika deren Apartheidspolitik und unterstützte öffentlich den African National Congress. In der Folge kam es zu Kommandoaktionen Südafrikas in Lesotho, bei denen zahlreiche Menschen starben, und weiteren Destabilisierungsmaßnahmen Südafrikas (siehe auch: Südafrikanischer Überfall auf Lesotho 1982). Jonathan erlaubte im Gegenzug sozialistischen oder kommunistischen Staaten wie Nordkorea, Botschaften in Lesotho zu errichten. Konservative Kreise der BNP und des Militärs folgten dieser Entwicklung nur widerwillig. 1985 verkündete Jonathan einen Wahltermin. Die Wahlversammlungen zum Aufstellen von Kandidaten wurden jedoch von allen Oppositionsparteien boykottiert. Daraufhin erklärte Jonathan die Wahl – ohne Abstimmung – für seine Partei als gewonnen.
Südafrika erhöhte den Druck auf die Jonathan-Regierung – auch, da er das Lesotho Highlands Water Project gestoppt hatte. Zum Jahreswechsel 1985/1986 wurden sämtliche Grenzübergänge Lesothos für Waren blockiert. Am 20. Januar 1986 wurde Jonathans Herrschaft durch einen Militärputsch von Generalmajor Justin Metsing Lekhanya beendet. Jonathan wurde im August 1986 unter Hausarrest gestellt. Er starb am 5. April 1987 im Alter von 72 Jahren an Magenkrebs.

## Persönliches
Jonathan war verheiratet. Das Paar hatte vier Töchter und einen Sohn. Seine Freizeitinteressen lagen im Bereich Sport und Lesen und er mochte den traditionellen Sesotho-Tanz Mohobelo. Die Tochter Lydia Thikhoi Jonathan (* 1951) ist eine Naturwissenschaftlerin, die an der National University of Lesotho als Pro-Vice-Chancellor in der zweithöchsten Verwaltungsposition tätig war.

## Ehrungen
- Rt. Hon. (Chief)[2]
- LL. D. (Dr. jur.)[2]